# Badmondisfield
Badmondisfield is een voormalig landgoed in Wickhambrook in het Engelse graafschap Suffolk. Badmondisfield wordt in het Domesday Book van 1086 vermeld als 'Bademondes' / 'Bademundesfelda'. Een landhuis met de naam 'Badmondisfield Hall', waarvan de oudste delen uit de vijftiende eeuw stammen, staat op de Britse monumentenlijst.